# Fengnan
Fengnan (en chino, 丰南; pinyin, Fēngnán) es un distrito urbano bajo la administración directa de la Prefectura Tangshan  en la Provincia de Hebei, República Popular China.  Su área es de 1305 km² y su población total para 2010 superó los 627 mil habitantes.

## Administración
Desde julio de 2023, el  Distrito Fengnan se divide en 16 pueblos que se administran en 1 subdistritos, 14   poblados y 1 villa.

## Toponimia
El topónimo Fengnan significa 'el sur de Feng', obtuvo ese nombre porque se estableció originalmente de las partes sur del condado Fengrun (丰润县) en 1946.